# Bartomeu Torrabadella Badia
Bartomeu Torrabadella va néixer a Casserres a prop de Berga el 26 de juny de 1796 i va morir desterrat a Loreto (Itàlia) l'any 1844. Es tracta d'un jurista i professor de la Universitat de Cervera. Fou rector d'aquesta Universitat el 1833-1838.

## Biografia
Bartomeu Torrabadella va estudiar a les facultats de Teologia i Lleis i Cànons de la Universitat de Cerverai es va doctorat en aquesta darrera. Durant tres anys va ser substitut de dues càtedres canòniques. L'any 1822 donà suport als reialistes i per aquest motiu s'exilià a Perpinyà on va regentar la parròquia de Sant Esteve. L'any 1827 va obtenir una canongia a Barcelona però quedà suspès d'honoraris al voler retornar a Cervera.
Al tornar a la Universitat de Cervera obtingué la càtedra de Cànons l'any 1829. Posteriorment va ser nomenat rector de la Universitat de Cervera, per la R.O. del 6 de març de 1833, concretament durant la darrera etapa d'aquesta. L'any 1838 va presidir l'acte d'obertura de la Universitat de Cervera traslladada, provisionalment, a Solsona.
Fou una persona amb idees carlines i fou un dels personatges més influents de la Junta Reialista de Berga o també anomenada Junta Superior Gobernativa del Principado de Cataluña. Va presidir, a més, la Comissió del Subsidi Eclesiàstic, un òrgan creat per la recaptació de l'impost anomenat subsidi, un tribut mensual imposat pel govern carlí de Catalunya als eclesiàstics (novembre del 1837) com a contribució a les despeses de la guerra. Va morir l'any 1844 a Loreto on es trobava desterrat.

## Publicacions
- Torrabadella, Bartomeu. Don Bartolome Torrabadella, rector de la Pontificia y Real Universidad y Estudio General de la ciudad de Cervera &c. ... Hacemos saber que se halla vacante en esta Universidad la cátedra de Rudimentos de gramática latina, la cual es de provision real á consulta de la Excma. Inspeccion General de Instruccion Pública. [Cervera? : s.n., 1833 o post.]. Disponible a: CCPBC Catàleg Col·lectiu del Patrimoni Bibliogràfic de Catalunya. Biblioteca de Catalunya

- Torrabadella, Bartomeu. In petitione docturae iuris canonici Hyacinthi Diaz et Sicart oratio : habita XII calendas Novembris anni MDCCCXXXII / a Bartholomaeo Torrabadella . Cervariae Lacetanorum : Typis Academicis, excudebat Bernardus Pujol, [1832 o post.]. Disponible a: CCPBC Catàleg Col·lectiu del Patrimoni Bibliogràfic de Catalunya. Biblioteca de Catalunya